# 孟詡
孟詡（？—454年），字元亮，平昌郡安丘縣人，南朝宋政治人物，為孟昶之孫、孟靈休之子。

## 生平
南朝宋元嘉年間，祕書監孟靈休去世。其後，孟詡襲封臨汝縣開國公，官至中軍參軍。
孝建元年（454年），荊州刺史、南郡王劉義宣起兵叛亂。消息傳至京城時，其子劉愷在尚書寺內，為逃命而穿上婦人衣服，乘車投奔孟詡。孟詡在妻子的房間內挖了一個地窟，以藏匿劉愷。事情敗露後，孟詡與劉愷二人皆被誅殺。

## 家庭
- 夫人：劉茂姬，劉義融第三女，在孟詡被殺後離婚。[1]